# Ligny-lès-Aire
Ligny-lès-Aire é uma comuna francesa na região administrativa de Altos da França, no departamento de Pas-de-Calais. Estende-se por uma área de 8,04 km². Em 2010 a comuna tinha 597 habitantes (densidade: 74,3 hab./km²).